# Черкашин, Валерий Тихонович
Черкашин, Валерий Тихонович (род. 23 августа 1948, Харьков) — советский, российский, украинский и американский художник, фотограф, перформансист, писатель, певец-акционист и почётный лектор. Его работы находятся более чем в 20 американских музеях, а так же в Государственном Русском музее, Пушкинском музее, Третьяковской галерее, Эрмитаже и многих других российских музеях. Создал свой уникальный стиль, отражающий современное состояние мира и меняющийся вместе с ним. Работает в паре с супругой Наталией Черкашиной с 1983 года. Псевдоним "Валера и Наташа Черкашины".

## Биография
Свой творческий путь Валерий начал в Харькове.  Документация первых акций сохранилась с 1962 года. Работы 1962-1963 годов находятся в коллекции Музея изобразительных искусств им. Пушкина. Работы 1967 и 1972 года находятся в коллекциях в Нью-Йоркской публичной библиотеки и в Художественном музее Зиммерли, Университет Ратгерс, США
Работы 1972 года находится в Государственной Третьяковской галерее.
С 1975 по 1979 занимался восточными единоборствами и практиками. В 1979 году был инструктором по Каратэ-до в Худпроме в Харькове.
С 1977 года готовился в православные монахи, обратился за благословением к старцу о. Серафиму (Тяпочкину), но он благословил на светское искусство. А старец о. Наум (Байбородин) по поводу пострижения в монахи сказал: "Не его это ..."
Наташа Черкашина  с 1978-1982 год занималась пантомимой на основе восточных практик в театре "Канон" Валерия Мартынова.
В 1980 закончила МГПИ им. Ленина по специальности "Физика на английском языке".
Валерий Черкашин В 1979 году переехал в Ленинград, где продолжил изучать искусство и работал с творческой «группой Стерлигова». В 1980 году переехал в Москву, где общался с художниками Ильёй Кабаковым, Михаилом Шварцманом, Франсиско Инфанте, которые оказали влияние на его творчество. Одновременно он продолжал общение и сотрудничество с Борисом Михайловым в Харькове.
С 1983 года начал работать вместе с женой Наталией Черкашиной.
1984 год — Стал членом Московского Горкома художников-графиков на Малой Грузинской, 28.
1990 год — Стал членом Союза художников СССР.
2003 год — Стал членом Союза фотохудожников России.
2021 год — Валерий и Наталия Черкашины стали членами Творческого союза художников России.
2021 год — Валерий и Наталия Черкашины стали почетными членами  Союза фотохудожников России.
Черкашины считают важным связывать современные идеи с традицией. Они ищут в традиционной изобразительной культуре формы, в которых можно выразить их концептуальные идеи.
С начала перестройки Валера и Наташа стали активно работать с уходящей культурой СССР. Они глубоко переживали слом социальной и политической системы. Вслед за эйфорией и радостью освобождения от Коммунистической идеологии быстро пришло понимание, что культура СССР может исчезнуть безвозвратно. Черкашины начали активно включать памятники культуры советской эпохи в свои работы, инсталляции и акции. Основным материалом для их работ стала фотография как исторический документ. В этом проекте, который назывался «Конец Эпохи», они использовали традиции русского авангарда — форму, которая родилась так же на стыке двух эпох.
В начале 1990-х они сделали ряд ярких перформансов в Московском метро на станции «Площадь революции», таких как: Подземная приватизация (передача ТВ Super Channel. Италия), Подземный Субботник(передача «Тишина # 9», ТВ 2 канал), Любовь народа к искусству для народа, Свадьба в метро (ТВ передача «Метрополитен — Музей Черкашиных», 1 канал) и Конкурс подземной красоты «Мисс 38» для скульптур. (ТВ Студия репортёр).
В 1992 году был создан концептуальный Музей метрополитен Черкашина. (Передача CNN State in the Arts, автор Claire Shipman, США).
В 1994 году, получив приглашение Музея изобразительных искусств Санта Фе сделать выставку, Черкашины впервые посещают США. Они много путешествуют и знакомятся с культурой Америки. После возвращения в Россию они по-новому видят и понимают исторические процессы, которые там происходят. Советское имперское прошлое уже кажется им иллюзией, миражом. Это выражается в проекте «Миражи СССР». Впоследствии они продолжают этот проект в других странах с имперским прошлым и настоящим, США, Германии и Испании. Он называется «Миражи империй».
В середине и конце 1990-х Черкашины продолжают активно путешествовать. Диапазон их интересов постоянно расширяется, они выражают своё отношение к другим культурам через действия, акции, хепенинги. Это отражается в их проекте «Путешествие как Искусство».
В 1996 году Черкашины сделали свою первую подводную выставку в бассейне стадиона Олимпия «Атлантида Германии» Берлин, спонсор Deutsche Welle.
В 1999—2000 годах, при финансовой поддержке Всемирного банка, Европейского Союза, и Air France, Черкашины делают подводную инсталляцию в штаб-квартире Всемирного банка в Вашингтоне «Прощайте, любимые портреты Европейского народа — здравствуй, евро». Она посвящена уходу из обращения банкнот европейских стран и переходу на более унифицированную валюту. Эта инсталляция включает в себя работы по всем странам Европейского Союза, на тот момент.
Постоянно меняющееся состояние мира требует поиска новых форм и материалов для его отображения. В конце XX века, Черкашины постепенно переходят на работу с цифровыми технологиями, при поддержке Школы Визуальных искусств (SVA) Нью-Йорка. Они много времени проводят в Нью-Йорке, этот город вдохновляет их на создание новых серий работ.
В 2005 году Черкашины начинают работу над большим международным проектом «Глобальный Андеграунд». Это долгосрочный мультимедийный проект, который будет включать в себя метро 33 стран мира. Помимо цифровых фото работ, Черкашины начинают создавать видео-инсталляции.
С 2006 года начинается работа над проектами: "Нью-Йорк. Черное небо" и "Эволюция хаоса. Апокалипсис".
В 2007 году Черкашины получают гринкарту, как особо одарённые и больше времени проводят в США, они живут в Нью-Йорке и Москве.
С 2008 года Черкашины видят глобальные изменения в экономике, возрастающее политическое напряжение в мире, которое выливается в локальные военные конфликты. Они начинают работать над проектом «Эволюция Хаоса. Апокалипсис»
С 2010-2011 годов, ощущая планетарные изменения климата и предчувствуя переход к эпохе Водолея, они выражают это в ряде новых проектов, связанных с водой: «На Грани», «Вибрации», «Энтропия», «Погружение» и других.
В 2012 — Фонд Айрис, Центр современной культуры Гараж и Государственный музейно-выставочный центр Росизо Министерства культуры Российской федерации, поддержали персональные выставочные проекты Черкашиных в фотографических фестивалях: «Миражи советской империи» Houston FotoFest 2012 Biennial; «Эволюция Хаоса», XVII Encuentros Abiertos Festival De La Luz в Буэнос Айресе и «Путь в Мысхако», Международный фестиваль фотографии ФОТОВИЗА IV в Краснодаре.
С 2012 Черкашины погрузились в написание биографического многотомника. Уже опубликовано 5 томов, а планируется 12 томов.
В ноябре 2016 года, после посещения пирамид Солнца и Луны в Мексике, Черкашины почувствовали энергию новой жизни. В настоящее время их искусство связано с энергией, точкой, прорывом, линией, кодированными письменами. Появилось много работ с солнцем, галактиками, био-структурами, которые, вероятно, построены по аналогии с космическими системами.
В 2017 Черкашины отказываются от гринкарты. Москва становится их основной базой для жизни, работы и поездок.
В 2011 и в 2018 они работали с современными быстроразвивающимися культурами ОАЭ (Дубай) и Казахстана (Астана).
С 2017 года Черкашины начали работать с традиционными материалами нетрадиционно. Занимаются спортом и медитациями, которые вдохновили их на проекты: Теннис-арт, Бокс-арт, Футбол-арт.
На эти темы был сделан ряд выставкок и перформенсов:
2018. Перформанс «Созидающая гравитация» в ТК «Галерея», 25.05.2018
С начала 2018 года начали работать со звуком, который по их мнению, становится сейчас одной из основных форм в искусстве.
2020. "Гудбай Нью Йорк прощай", авторская экскурсия по временно закрытой выставке в Галерее Парк. март 2020
2020. Создание картин теннисными мячами  на  IX BELGORODMUSICFEST2020 BORISLAV STRULEV & FRIENDS  Арт перформанс "Создание картин на спортивную тематику", IX BELGORODMUSICFEST2020 - BORISLAV STRULEV & FRIENDS, 10.03.2020.
2020. Начали работать с зеркалами. Создали инсталляцию "Мерцающие воспоминания" на выставке "Актуальная Россия. Искусство памяти". Проект был остановлен начавшейся пандемией.
2021. "Дурдом Счастья" перформанс. Теннисный клуб "Галерея". 25.12.21
2022. Создание уличного объекта в подарок городу Белгороду на тему BelgorodMusicFest 2022, с участием Борислава Струлева, Светланы Борухи и Натальи Игнатенко.
В 2022 году состоялась важна персональная, этапная, историческая выставка "Любовь и эпохи перемен" в Центре Визуальной культуры Béton.
С весны 2023 года начали работать с искусственным интеллектом, при поддержке крупного специалиста в этой области Дмитрия Сошникова. Сделали выставку в Художественном музее Витебск а.
На протяжении многих лет, Черкашины работают с искусством портрета. Сделано уже более 300 портретов, от Горбачёва и Джона Кеннеди до Пригова и Шнитке.

## Работы находятся в собраниях
- The Art Institute of Chicago; (1994, 1998), USA.
- The Museum of Fine Art Santa Fe, NM, USA.
- The Los Angeles County Museum of Art (недоступная ссылка), CA USA.
- Boston Museum of Fine Arts (2003, 2005), MA, USA.
- Philadelphia Museum of Art, PA, USA.
- Houston Museum of Fine Arts(1998, 2005), TX, USA.
- Corcoran Gallery of Art, Washington DC, USA.
- San Francisco Museum of Modern Art, CA, USA.
- Frederick R. Weisman Art Museum, University of Minnesota, Minneapolis, MN, USA.
- The Zimmerly Art Museum, Rutgers University, NJ, USA.
- Newseum, Washington, DC, USA.
- The Harry Ransom Humanities Research Center, University of Texas, Austin, USA.
- The US Library of Congress, DC, USA.
- The New York Public Library, NY, USA.
- The World Bank Headquarters, Washington DC, USA.
- Museum am Checkpoint Charlie, Berlin, Germany.
- International Center of Photography, Tokyo, Japan.
- Kolodzei Art Foundation, NJ, США.
- Motorola Company, Москва.
- Фонд Культуры России.
- Музей современного изобразительного искусства на Дмитровской, Ростов-на-Дону, Россия.
- Русский государственный музей, Санкт-Петербург, Россия.
- Российский государственный архив Литературы и искусства, Москва, Россия.
- Государственный музей изобразительных искусств им. Пушкина, Москва, Россия.
- Государственная Третьяковская галерея, Москва, Россия.
- Государственный Эрмитаж, Санкт-Петербург, Россия.
- Музей органической культуры, Коломна, Россия.
- Центр фотографии им. братьев Люмьер, Москва, Россия.
- Музей истории Москвы, Москва, Россия.
- Краснодарский краевой художественный музей имени Ф. А. Коваленко, Россия.
- MAMM, Москва, Россия.
- Министерство культуры. Астана, Казахстан.
- Харьковский художественный музей, Харьков, Украина.
- Imago Mundi, Luciano Benetton Collection, Italy.
- Copelouzos Family Art Museum, Athens, Greece.
- Центр Визуальной культуры Béton
- Художественный музей Витебска, Беларусь.

## Награды
- 2016 — Грант Maya Brin Residency Program, Университет Мэриленда, США.
- 2013 — Пожизненный грант Наталии Черкашиной от ПФ России для свободного творчества.
- 2011 — Награда от Друзей Организации Объединённых Наций и правительства Китая за оригинальную глобальную работу в искусстве.
- 2011 — Dubai Road & Transportation Authority. Дубай, ОАЭ.
- 2008 — Пожизненный грант Валерию Черкашину от ПФ России для свободного творчества.
- 2003 — «Креативные фотохудожники года», журнал «Креатив» и союз журналистов Москвы.
- 2002 — Грант Фонда Сороса, участие в проекте «Восток-Запад», Монголия.
- 1999 — Грант Государственного Японского фонда для поездки в Японию на четыре месяца.
- 1993 — Грант Фонда Социальных инициатив, «Новые лидеры России». США.

## Лекции
Harvard University, MA; Princeton University, NJ; Columbia University, New York; New York University, New York; Rochester University, NY; Harvard Club, New York City; Cosmos Club of Washington DC; The Kennan Institute, Woodrow Wilson Center, Washington DC; Vassar College, NY; Swarthmore College, PA; Museum of Fine Arts, Santa Fe; School of Visual Arts, NY; University of South California, Berkeley; San Francisco State University, CA; The Art Academy of Cincinnati, Ohio; The University of Maryland, MA; State University of Albuquerque, NM; Texas Christian University, TX; Art Club, Palm Beach, Florida; AAASS, Washington DC, Pittsburgh, Philadelphia; Goldsmith University, London; St. Claire’s College, Oxford; International House of Japan, Tokyo; University of Foreign Languages, Tokyo; Tokyo University, Japan; Tokyo University of Polytechnics, Japan; Wakkanai University, Japan; Tsukuba University, Japan; University of Bologna, Italy; Cabaret Voltaire, Zurich; Московский государственный университет имени М. В. Ломоносова; Школа журналистики «Известия», Москва; Школа фотографии и мультимедиа имени А. Родченко, Москва; Российский государственный гуманитарный университет; Школа-студия Фото искусства, Москва; Школа современного искусства «Свободные мастерские» при Московском музее современного искусства (ММСИ); Музей Современного Изобразительного Искусства на Дмитровской, Ростов-на-Дону; Государственный Музей Изобразительных искусств им. Пушкина, Москва; Фотоплей, Москва; Центральный Манеж, Москва; Высшая школа экономики, Москва; Фотофестиваль «Фотокрок 2016», Витебск, Беларусь; Институт Культуры, Москва; Британская высшая школа дизайна, Москва; Институт Гуманитарного образования и информации, Москва; Галерея «На Каширке», Москва; Галерея Lumas, Москва; Центр фотографии им. братьев Люмьер, Москва; Летний лагерь JustDilijanIt, Армения; Летний лагерь «Компьютерия», Тверь; НИИ теории и истории изобразительных искусств; Российская Академия Художеств, Москва; Екатеринбургский музей изобразительных искусств, Институт фотографии Русс Пресс Фото, Москва; Москва; Фотофестиваль «Фотокрок 2019», Витебск, Беларусь", Форум «Таврида», Судак, Крым, Россия; Международная конференция "100-летие творческого объединения УНОВИС", Витебск, Беларусь; Фонд культурных проектов "Четверг"; Startup Village 2022 Сколково; Центр Визуальной культуры Béton.

## Выставки
Персональные выставки.
Групповые выставки.

## Акции, перформансы, хэппенинги
Акции, перформансы, хэппенинги

## Публикации
Публикации в журналах, газетах, интернете, а также групповые и персональные каталоги.
Из всех искусств важнейшим для них является метро! — Валерий и Наталья Черкашины
Презентация книги Валеры и Наташи Черкашиных «Ночь с пионервожатой» (акции, хэппенинги, арт-перформансы и идеи 1962—2016)
«Все говорят о нём, а он молчит: художники Валера и Наташа Черкашины о Казимире Малевиче»
Художники Валера и Наташа Черкашины отправятся в США как послы русского искусства, ТВ Культура 09.08.2016
Валера и Наташа Черкашины. Перформанс «Созидающая гравитация» в ТК «Галерея», 25.05.2018
«Как завоевать мир с помощью искусства?» radio.mediametrics.ru, передача «Третье дыхание»13.05.2019

## Архивы
Российский Государственный архив литературы и искусства, личный фонд Черкашиных №3428.

## Книги
Книга 1: Ночь с пионервожатой. 1962—2016. Опубликован в 2018.
Эта книга является результатом работы Черкашиных с 2012 года. Она начинается с ранних фото-хэппенингов, которые Валера Черкашин делал в Харькове в 1960-х, и продолжается в пост-советское время хэппенингами в московском метро на станции Площадь Революции. С 1994 года они впервые выехали из России в США и сделали ряд акций — как реакции на новые места и обстоятельства.
Книга 2: Как я был настоящим художником. 1967—1989. Опубликован в 2019.
Эта книга включает в себя ранние работы Валеры Черкашина: рисунок, живопись, акварель, темперу, пастель, литографию, офорт, монотипию.
Она рассказывает об уникальном становлении художника, сознательно отка-завшегося от официального образования и прошедшего самостоятельный путь развития.
О необходимости интуитивного поиска учителей и о том, какие сильные, красивые и гениальные люди встречаются на этом интересном пути.
Книга 4: Конец Эпохи. 1983—1994. Опубликован в 2020.
Эта книга о том, как яркое и трагическое время Перестройки кардинально повлияло на искусство Черкашиных и привнесло в него много новых идей и материалов.
Они вышли за формат изображения в пространство и стали делать инсталляции и трехмерные объекты, а так же продолжили делать перформансы, но уже не личные, а в общественной среде.
Первый том «Ночь с пионервожатой. 1962—2016», посвящён акциям, хеппенингам и перформансам.
Книга 5: Миражи Империй. 1994—1999. Опубликован в 2022.
Посвящен работе с переходом страны от СССР к России в период с 1994-1999. Черкашины продолжили работать с памятниками советской эпохи и имперскими культурами других стран: США, Германии, Испании, Японии, показывая, как имперское мышление выражалось в их искусстве и архитектуре. Так родился проект «Миражи империй».
Книга 6: пока в работе. Будет посвящена работе с цифровыми изображениями.
Книга 7: Новые Черкашины. 2017—2020. Опубликован в 2022.
Книга о том, как пройдя несколько этапов развития своего искусства, поработав с разными историческими этапами развития культуры России и других стран, художники смогли отказаться от найденной и успешной техники и тематики и начать все с самого начала, открыв для себя новые горизонты. Этот том посвящен работе в зарождающейся новой эпохе до появления коронавируса.
Всего планируется издать 12 томов.